# 西原哲雄
西原 哲雄（にしはら てつお、1961年 - ）は、日本の英語学者。追手門学院大学教授。

## 人物・来歴
大阪府生まれ。1987年公立大学法人神戸市外国語大学外国語学部卒業 文学士。1990年関西外国語大学大学院外国語学研究科英語学専攻博士課程前期修了 文学修士。1991年京都外国語大学外国語専攻科英米語専攻修了 1994年甲南大学大学院人文科学研究科英文学専攻博士課程後期単位取得満期退学。1995年公立大学法人長野県短期大学(現 公立大学法人長野県立大学)専任講師、98年助教授、2000年国立大学法人宮城教育大学教育学部助教授、2012年教授、2020年藍野大学医療保健学部教授(兼アドミッションセンター長)、2022年大阪成蹊大学教育学部教授、2023年追手門学院大学国際学部教授。専門は、英語学、言語学、日本語学（特に、音声学、音韻論、形態論、社会言語学、心理言語学、英語史など）。
関西外国語大学、大阪芸術大学、大阪産業大学、近畿大学、甲南大学、長野大学、信州大学、尚絅学院大学の各非常勤講師を務めた。2020年より桃山学院大学の非常勤講師を務める。

[所属学会・学会活動・学会役員等]
日本英語音声学会　評議員・東北支部事務局長（任期満了）、日本英語音声学会第6回全国大会 開催委員・シンポジウムコーディネーター（任期満了）、第29回全国英語教育学会  南東北研究大会  大会実行委員（任期満了）、近代英語協会　編集委員・編集委員長（任期満了）、日本英語学会第10回春季フォーラム優秀発表賞審査委員（任期満了）、東北英文学会英語学・英語教育シンポジウムパネリスト（任期満了）、日本言語学会第141回大会ワークショップ企画司会・発表（任期満了）、東北英語教育学会宮城支部　紀要編集委員（任期満了）、大学英語教育学会(JACET) 本部社員（任期満了）、大学英語教育学会(JACET)　東北支部幹事（任期満了）、大学英語教育学会(JACET) 東北支部　研究企画委員（任期満了）東北英語教育学会宮城支部　理事（任期満了）、東北英語教育学会宮城支部　紀要査読委員（現職）、大学英語教育学会（JACET) 本部紀要編集委員（現職）、大学英語教育学会(JACET)東北支部　紀要編集委員長（現職）、日本言語音声学会　会長（任期満了）、日本言語音声学会　編集委員（現職）、日本言語音声学会　理事（現職）、日本実践英語音声学会　評議員（現職）など。

## 著書
- 『自信がわく英会話』 (河北選書) 河北新報出版センター, 2011.7
- 『英語の形態論とレキシコン』晃学出版, 2012.1
- 『音韻論の輪郭と変遷』晃学出版, 2012.5
- 『文法とは何か 音韻・形態・意味・統語のインターフェイス』開拓社言語・文化選書 2013.10
- 『ブックレット英語史概説』開拓社, 2021.3（『ブックレットシリーズ』共著等進行中：他以下4巻）
- 『ブックレット統語論・文法論概説』中村浩一郎共著, 開拓社, 2023.4
- 『ブックレット言語心理学概説』鈴木渉共著, 開拓社, 2023.4
- 『ブックレット英語学概説』中村浩一郎・早瀬尚子・松沢絵里共著, 開拓社, 2024.1
- 『ブックレット形態論概説（仮題）』西原哲雄編・工藤和也・依田悠介共著, 開拓社, 2025.1
- 『ブックレット音声学・音韻論概説（仮題）』西原哲雄他共著, 開拓社, (近刊）

### 共編著
- 『ことばの音と形』福島彰利他共編. こびあん書房, 1994.12.10
- 『現代英語正誤辞典』荒木一雄編. 【項目執筆】, 研究社, 1996.12
- 『英語学用語辞典』荒木一雄編．【項目執筆】,三省堂, 1999.1
- 『英語学文献解題　第6巻　音声学・音韻論』島岡丘他編.【項目執筆】,研究社,1999.11
- 『ジーニアス英和大辞典』小西友七編.【発音校閲・執筆】,大修館書店, 2001.4
- 『英語音声の諸相』南條健助共編. 日本英語音声学会叢書, 2002.7
- 『英語音声学辞典』日本英語音声学会編.【項目執筆】,成美堂, 2005.11
- 『音韻理論ハンドブック』那須川訓也共編. 英宝社, 2005.1
- 『現代形態論の潮流』大石強,豊島庸二共編. くろしお出版, 2005.3
- 『ことばの仕組み 最新英語言語学入門』松原史典,南條健助共編. 金星堂, 2005.3
- 『現代音韻論の論点』田中伸一, 豊島庸二共編. 晃学出版, 2007.9
- 『教養のための言語学』高橋潔共著. 晃学出版, 2011.1
- 『現代音声学・音韻論の視点』(叢書英語音声学シリーズ） 三浦弘,都築正喜共編集. 金星堂, 2012.3
- 『朝倉日英対照言語学シリーズ 1  言語学入門』編 朝倉書店, 2012.4（シリーズ共同監修：他6巻）
- 『現代言語理論の概説』高橋潔, 中村浩一郎 共著. 鷹書房弓プレス, 2014.4
- 『現代の形態論と音声学・音韻論の視点と論点』田中真一共編. 開拓社, 2015.11
- 『最新英語学・言語学用語辞典』中野弘三,服部義弘,小野隆啓共監修. 開拓社, 2015.11
- 『現代言語理論の最前線』田中真一, 早瀬尚子, 小野隆啓共編. 開拓社, 2017.11
- 『朝倉日英対照言語学シリーズ 発展編2　心理言語学』編 朝倉書店, 2017.3
- 『朝倉日英対照言語学シリーズ 発展編4　英語教育と言語研究』編 朝倉書店, 2018.10
- 『言語の構造と分析（言語研究と言語学の進展シリーズ１）』編 開拓社, 2018.10（シリーズ共同監修：他2巻）
- 『言語におけるインターフェイス』都田青子, 中村浩一郎, 米倉よう子, 田中真一共編. 開拓社, 2019.11
- 『英語の語の仕組みと音韻との関係』米倉綽,島村礼子共著. 開拓社, 2019.6
- 『小学校英語のためのスキルアップセミナー 理論と実践を往還する』鈴木渉共編. 開拓社, 2019.7
- 『形態論と言語学諸分野とのインターフェイス』編　開拓社,2021.11（シリーズ共同監修：他3巻）
- 『Issues in Japanese Phonology and Morphology 』Jeroen van de Weijer共編. Mouton de Gruyter, 2001
- 『Voicing in Japanese 』Jeroen van de Weijer and Kensuke Nanjo共編. Mouton de Gruyter, 2005
- 『Morphological Variation in Japanese 』Jeroen  van de Weijer共編. Lingua Special Issue, Volume 120, Issue 10, 2010
- 『Current Issues in Japanese Phonology: Segmental Variation in Japanese 』Jeroen van de Weijer共編. Kaitakusha, 2013.1

## 論文等（抜粋）
- <西原哲雄（抜粋）
- 「A Study of Universality in Speech Sounds: An Approach from Parameter Setting of Syllable Structure」(1990)  関西外国語大学 大学院  外国語学研究科　英語学専攻博士課程前期修了, 未刊行修士論文．
- 「Adjacency in Post-Lexical Rules of Lexical Phonology」(1991)  京都外国語大学 外国語専攻科  英米語専攻修了, 未刊行専攻科研究論文．
- 「音声学・音韻論・形態論の研究」(1991) 『英語年鑑 ' 91』［荒木一雄博士に執筆協力］研究社．
- 「音声学・音韻論・形態論の研究」(1992) 『英語年鑑 ' 92』［荒木一雄博士に執筆協力］研究社．
- 「音声学・音韻論・形態論の研究」(1993) 『英語年鑑 ' 93』［荒木一雄博士に執筆協力］研究社．
- 「Post-Lexical Module 内の音韻規則区分について」(1992) 『甲南英文学』第7号. pp.31-48.
- 「語彙音韻論とロマンス借用語」(1993)『近代英語の諸相』近代英語協会, pp.42-50.
- 「複合語の強勢付与と音韻語」(1993) 『甲南大学紀要』 共著. 文学編 85  英語学英米文学特集, pp. 158-170.
- 「複合語の屈折と慣用化」(1994)『ことばの音と形』こびあん書房, pp.230-238.
- 「自然音韻論と語彙音韻論の接点について：語彙拡散理論との係わりから」(1994)『KLS 14』関西言語学会, pp.93-100.
- 「中間言語におけるVOT値の普遍性について」(1995) 『関西外国語大学研究論集』共著. 61号．pp. 1-8.
- 「遠隔同化とモーラ階層」(1995)『近代英語研究』近代英語協会, 第11号. pp.1-16.
- 「接頭辞付加とゼロ派生について」(1995)  『長野県短期大学紀要』 第50号．pp. 129-134.
- 「第2言語習得における語彙後規則転移について」(1996)『音韻研究：理論と実践』音韻論研究会, pp.147-148.
- 「第２言語学習者における音節構造」(1996)『中部地区英語教育学会紀要』  中部地区英語教育学会, 26号. pp. 295-300.
- 「失語症と音韻語」(1996)『長野県短期大学紀要』 第51号．pp. 53-57.
- 「派生と屈折の順序づけ」(1997)『長野大学紀要』 72号．pp. 163-166.
- 「語彙部門の再階層化」(1997)『KWANSAI REVIEW』関西英語英米文学会, 16号. pp.111-121.
- 「Structure Preservation Revisited」(1998)『KLS 18』関西言語学会, 共著. pp.230-240.
- 「英語における子音の調音的・聴覚的要因」(1998)『音韻研究』日本音韻論学会, 共著. 第1号. pp.99-106.
- 「英語の音声変化と文法構造」(2000)『英語音声学』日本英語音声学会, 第3号. pp.553-571.
- 「日本語の英語借用語の語末脱落について」(2000)『宮城教育大学外国語研究論集』第1号．pp.15-22.
- 「分離形態論再考」(2001)『甲南英文学』第16号. pp.1-14.
- 「核心音節構造の普遍性について」(2002)『音韻研究』日本音韻論学会, 第5号. pp.63-70.
- 「自然音韻論による分節音の普遍性について」(2002)『宮城教育大学紀要』第36巻. pp.191-197.
- 「東北方言における子音の有声化」(2002)『宮城教育大学外国語研究論集』第2号. pp.19-24.
- 「Estuary English: / l / Vocalization について」(2003)『東北英語教育学会紀要』共著. 第23号. pp.65-73.
- 「Deletion of [h] in Optimality Theory」(2003)『Studies in Modern English』近代英語協会, pp.45-50.
- 「生得的過程に基づく音削除と添加：最適性理論の観点から」(2005)『KWANSAI REVIEW』関西英語英米文学会, 23号. pp.381-390.
- 「音韻論的主要部と形態論的主要部：失文法話者の分析から」(2005)『東北英文学会第59回大会抄録』pp.41-48.
- 「幼児における音韻獲得の最適性理論による分析について」  (2005) 『第31回全国英語教育学会札幌研究大会予稿集』共著, pp. 56-59.
- 「アクセントとリズム（田中伸一：研究社）」(2005)【依頼書評】『英語青年』研究社, 11月号, p.51 & p.59.
- 「世界の英語変種の最適性理論による分析：再考」(2007) 『日本言語学会 第134回大会 予稿集』pp.410-415.
- 「厳密階層仮説と音律階層：最適性理論の観点から」(2008)『JELS 25』 日本英語学会, pp. 191-196.
- 「Clitic Groupの妥当性について」(2009)『宮城教育大学紀要』第43巻. pp.181-189.
- 「On Syllable-Timed Stress and Stress-Timed Rhythm in World Englishes」(2010)『International Conference on Phonology and Phonetics』【Conference Book: Shanghai International Studies University, Shanghai】pp. 40-41.
- 「Segmental Variation in Japanese」(2010) 『日本言語学会 第141回大会 予稿集』共著, pp.340-341.
- 「音韻論的主要部の決定について」(2010)『日本音声学会 第24回全国大会予稿集』pp. 73-78.
- 「英語の音変化とその方向性－最適性理論の観点からの分析－」(2010)『日本英語音声学会第15回記念全国大会プログラム＆予稿集』pp.71-74.
- 「異文化理解の観点から見る英語の変化」(2010)『宮城教育大学国際理解教育センター年報』第5巻. pp.8-11.
- 「音韻的主要部と音韻論的副主要部について」(2011)『宮城教育大学紀要』第45巻. pp.181-185.
- 「音韻論と統語論・意味論・語用論とのインターフェイスについて」(2011)【発表要旨】『音韻研究』日本音韻論学会,    第14号. pp.157-158.
- 「アメリカ英語における [t] / [d] 削除の最大労力とOCP原則による分析」(2011)『JELS 28』日本英語学会, pp.124-128.
- 「日英語の失語症における脱落要素について」(2012)『KWANSAI  REVIEW』第29号．関西英語英米文学会, pp.1-9.
- 「On the Role of Adjacency in Morphological Stress Shift」(2012)『JELS 29』日本英語学会, 共著. pp.293-296.
- 「Phonological Domains (J. Grijzenhout et.al.: Mouton)」(2012)【依頼書評】『English Linguistics』日本英語学会,   Vol.29. No1. pp.121-131.
- 「On Syllable-Timed Rhythm and Stress-Timed Rhythm in World Englishes: Revisited」 (2012)『宮城教育大学紀要』共著. 第46巻．pp.155-163.
- 「African American English の子音脱落とOCP原則―最適性理論の観点から―」(2013）『KWANSAI  REVIEW』第30号．関西英語英米文学会編, pp.31-39.
- 「英語 [hw] / [h] 音の交替現象について―きこえ度に基づく理想的音節構造の観点から―」 (2013) 『英語音声学』共著. 第18号．日本英語音声学会, pp.313-321.
- 「屈折接尾辞を含んだ複合語・派生語について：２層階層による分析から」(2013)『日本英文学会東北支部抄録』pp.136-137.
- 「生成文法と最適性理論の融合性について：規則の簡潔性と傾向の観点から」(2014)『JELS 31』日本英語学会, pp.91-94.
- 「音律範疇の再構築と英語の発音能力について」(2014)『TOHOKU TEFL』大学英語教育学会 東北支部, 共著,  VOL. 5. pp.1-11.
- 「Rhythm in English: Implication for Teaching」(2014)『東北英語教育学会紀要』共著, 第34号. pp.65-74.
- 「On the Syllable Structure in Japanese Learners of English at the Interlanguage Level」(2015)『宮城教育大学外国語研究論集』第8号．pp. 13-18.
- 「On the Development of Final [r] in British English」(2015) 『KLS 35』関西言語学会, 共著. pp.193-204.
- 「Hiatus Breaker の再分析について:普遍的CV音節構造と最適性理論の観点から」(2015)『甲南英文学』第30号. pp.65-76.
- 「音律音韻論と音律範疇の枠組みと発展」(2016)『現代音韻論の動向』日本音韻論学会, pp.200-201.
- 「音韻的音節における曖昧母音の脱落の妥当性について」(2016)『TOUHOKU TEFL』大学英語教育学会 東北支部, VOL. 6. pp.16-22.
- 「日英語の等位複合語の意味的主要部による分析についての再考」（2017）[共著]『宮城教育大学外国語研究論集』共著, 第9号．pp. 11-20.
- 「A Historical Phonology of English(D. Minkova: EUP)」(2018)【依頼書評】『近代英語研究』近代英語協会, 第34号, pp.67-72.
- 「音律音韻論と音律範疇の枠組みと発展：再考」(2020)『宮城教育大学外国語研究論集』共著. 第10号. pp.1-4.
- 「英語の[舌頂性]に関わる同化現象について」(2021)【招待論文】『日本言語音声学会論文集』日本言語音声学会, 第2号. pp.1-12. (online）
- 「Phonetic Causes of Sound Change: The Palatalization and Assibilation of Obstruents (D, Recasens: OUP)」(2023)【依頼書評】『TOUHOKU TEFL』大学英語教育学会 東北支部, VOL. 11. pp.16-27. (online)
- 「日本語の連濁と形態構造 ― OCP原則の観点から ̶」(2025)【研究ノート】『追手門学院大学国際学部 国際文化研究』3号. pp. 1-6.